# Amendeuix-Oneix
Amendeuix-Oneix – miejscowość i gmina we Francji, w regionie Nowa Akwitania, w departamencie Pireneje Atlantyckie.
Według danych na rok 1990 gminę zamieszkiwało 381 osób, a gęstość zaludnienia wynosiła 50 osób/km² (wśród 2290 gmin Akwitanii Amendeuix-Oneix plasuje się na 808. miejscu pod względem liczby ludności, natomiast pod względem powierzchni na miejscu 1230.).
| 1901 | 1954 | 1962 | 1968 | 1975 | 1982 | 1990 | 1999 |
| ---- | ---- | ---- | ---- | ---- | ---- | ---- | ---- |
| 342  | 294  | 286  | 289  | 329  | 327  | 381  | 367  |